# Diplomatic World
Diplomatic World, sous-titré Interlinking Business, Political and Diplomatic Circles, est un magazine bilingue (français et anglais) édité sur une base trimestrielle de 20.000 exemplaires.